# Diócesis de Barcelona (Venezuela)
La diócesis de Barcelona o de Barcelona en Venezuela (en latín: Dioecesis Barcinonensis in Venetiola) es una circunscripción eclesiástica de la Iglesia católica en Venezuela. Se trata de una diócesis latina, sufragánea de la arquidiócesis de Cumaná. Desde el 11 de julio de 2014 su obispo es Jorge Aníbal Quintero Chacón.

## Territorio y organización
La diócesis tiene 20 332 km² y extiende su jurisdicción sobre los fieles católicos de rito latino residentes en 16 municipios del estado Anzoátegui: Anaco, Aragua (excepto la parroquia civil de Cachipo), Diego Bautista Urbaneja, Fernando de Peñalver, Francisco del Carmen Carvajal, Guanta, Sotillo, Juan Manuel Cajigal, Libertad, Manuel Ezequiel Bruzual, Pedro María Freites (excepto la parroquia civil de Santo Tomé), Píritu, San Juan de Capistrano, Santa Ana, Simón Bolívar y Sir Artur McGregor.
La sede de la diócesis se encuentra en Barcelona, en donde se halla la Catedral de San Cristóbal.
En 2022 en la diócesis existían 50 parroquias agrupadas en 5 zonas pastorales: San Jerónimo (Barcelona), San Ambrosio (Puerto La Cruz), San Agustín (Centro), Inmaculada Concepción (Occidente del Estado Anzoátegui) y Nuestra Señora del Valle (Lechería).

## Historia
La diócesis fue erigida el 7 de junio de 1954 mediante la bula Summa Dei del papa Pío XII, obteniendo el territorio de la diócesis de Ciudad Bolívar (hoy arquidiócesis de Ciudad Bolívar). Originalmente fue sufragánea de la arquidiócesis de Caracas. El primer obispo fue el ítalo-venezolano José Humberto Paparoni.
El 21 de junio de 1958 pasó a formar parte de la provincia eclesiástica de la arquidiócesis de Ciudad Bolívar, donde permaneció hasta el 16 de mayo de 1992 cuando pasó a ser sufragánea de la arquidiócesis de Cumaná.
El 31 de mayo de 2018 cedió una porción de su territorio para la erección de la diócesis de El Tigre mediante la bula Quo satius del papa Francisco.

## Estadísticas
Según el Anuario Pontificio 2023 la diócesis tenía a fines de 2022 un total de 830 000 fieles bautizados.
| Año                                                                             | Población            | Población | Población      | Sacerdotes | Sacerdotes    | Sacerdotes    | Bautizados por sacerdote | Diáconos permanentes | Religiosos | Religiosos | Parroquias |
| Año                                                                             | Bautizados católicos | Total     | % de católicos | Total      | Clero secular | Clero regular | Bautizados por sacerdote | Diáconos permanentes | Varones    | Mujeres    | Parroquias |
| ------------------------------------------------------------------------------- | -------------------- | --------- | -------------- | ---------- | ------------- | ------------- | ------------------------ | -------------------- | ---------- | ---------- | ---------- |
| 1958                                                                            | 223 000              | 238 000   | 93.7           | 30         | 15            | 15            | 7433                     |                      | 16         | 87         | 20         |
| 1966                                                                            | 363 096              | 380 002   | 95.6           | 50         | 32            | 18            | 7261                     |                      | 18         | 118        | 70         |
| 1970                                                                            | 377 000              | 382 002   | 98.7           | 49         | 29            | 20            | 7693                     |                      | 21         | 120        | 40         |
| 1976                                                                            | 495 000              | 550 000   | 90.0           | 54         | 30            | 24            | 9166                     |                      | 25         | 119        | 69         |
| 1980                                                                            | 575 000              | 639 000   | 90.0           | 45         | 30            | 15            | 12 777                   |                      | 27         | 80         | 72         |
| 1990                                                                            | 706 000              | 785 000   | 89.9           | 60         | 39            | 21            | 11 766                   | 3                    | 21         | 65         | 48         |
| 1999                                                                            | 1 200 000            | 1 300 000 | 92.3           | 59         | 43            | 16            | 20 338                   | 6                    | 16         | 68         | 49         |
| 2000                                                                            | 1 250 000            | 1 400 000 | 89.3           | 63         | 47            | 16            | 19 841                   | 6                    | 16         | 69         | 49         |
| 2001                                                                            | 1 350 000            | 1 500 000 | 90.0           | 64         | 48            | 16            | 21 093                   | 6                    | 16         | 70         | 54         |
| 2002                                                                            | 1 350 000            | 1 500 000 | 90.0           | 64         | 48            | 16            | 21 093                   | 6                    | 16         | 70         | 52         |
| 2003                                                                            | 1 390 000            | 1 550 000 | 89.7           | 64         | 48            | 16            | 21 718                   | 6                    | 16         | 70         | 52         |
| 2004                                                                            | 1 529 000            | 1 705 000 | 89.7           | 60         | 44            | 16            | 25 483                   | 6                    | 21         | 70         | 52         |
| 2006                                                                            | 1 785 000            | 1 909 000 | 93.5           | 68         | 52            | 16            | 26 250                   | 4                    | 25         | 78         | 52         |
| 2013                                                                            | 1 966 000            | 2 100 000 | 93.6           | 68         | 52            | 16            | 28 911                   | 4                    | 24         | 38         | 62         |
| 2015                                                                            | 2 053 000            | 2 193 000 | 93.6           | 47         | 35            | 12            | 43 680                   | 2                    | 17         | 31         | 57         |
| 2018                                                                            | 1 089 663            | 1 362 279 | 80.0           | 51         | 43            | 8             | 21 365                   | 4                    | 16         | 28         | 46         |
| 2020                                                                            | 788 982              | 1 119 042 | 70.5           | 39         | 34            | 5             | 20 230                   | 2                    | 5          | 18         | 50         |
| 2022                                                                            | 830 000              | 1 115 000 | 74.4           | 42         | 36            | 6             | 19 761                   | 2                    | 6          | 18         | 50         |
| Fuente: Catholic-Hierarchy, que a su vez toma los datos del Anuario Pontificio. |                      |           |                |            |               |               |                          |                      |            |            |            |

## Episcopologio
- José Humberto Paparoni † (4 de octubre de 1954-1 de octubre de 1959 falleció)
- Ángel Pérez Cisneros † (23 de mayo de 1960-25 de julio de 1969 nombrado arzobispo coadjutor de Mérida[nota 2])
- Constantino Maradei Donato † (18 de noviembre de 1969-16 de noviembre de 1991 retirado)
- Miguel Delgado Ávila, S.D.B. † (16 de noviembre de 1991-21 de junio de 1997 renunció)
- César Ramón Ortega Herrera † (15 de julio de 1998-20 de enero de 2014 retirado)
- Jorge Aníbal Quintero Chacón, desde el 11 de julio de 2014